# Kotojärvi (sjö i Birkaland)
Kotojärvi är en sjö i Finland. Den ligger i kommunen Parkano i landskapet Birkaland, i den sydvästra delen av landet, 230 km nordväst om huvudstaden Helsingfors. Kotojärvi ligger 136,3 meter över havet. I omgivningarna runt Kotojärvi växer i huvudsak blandskog. Arean är 51,3 hektar och strandlinjen är 4,5 kilometer lång. Sjön  ingår i Kumo älvs huvudavrinningsområde. 